# Walter Rupprecht
Walter Rupprecht (* 7. Mai 1918 in Wunsiedel; † 27. Oktober 2007 in Erlangen) war ein deutscher lutherischer Theologe und Geistlicher. Er wirkte unter anderem als Professor für Praktische Theologie und Regionalbischof des Kirchenkreises Augsburg.
Rupprecht wurde als Sohn eines Pfarrers und als Enkel von Eduard Rupprecht geboren. Er schloss sich schon 1935 der Bekennenden Kirche an. 1937 machte er das Abitur am Wilhelmsgymnasium München. Nach Arbeitsdienst und Wehrdienst studierte er ab 1945 Theologie an der Friedrich-Alexander-Universität in Erlangen.
Von 1949 bis 1956 war Walter Rupprecht Pfarrer in Oberammergau. 1956 kam er als Dozent an das damals noch mit der Hochschule Neuendettelsau verbundene Pastoralkolleg. 1959 promovierte er bei Kurt Frör an der Universität Erlangen zum Doktor der Theologie. 1960 berief man ihn an der Augustana-Hochschule Neuendettelsau zum außerordentlichen Hochschulprofessor für Biblische Hermeneutik und Praktische Theologie, und 1962 wurde er Lehrstuhlinhaber für Praktische Theologie.
1967 verließ Walter Rupprecht die Augustana-Hochschule und wurde in Coburg an der Sankt-Moritz-Kirche Dekan. Während seiner Zeit als Dekan in Coburg wurde ein Diakonisch-Soziales Zentrum gebaut, die Moritz-Kirche renoviert und eine Behindertenwerkstatt in Ketschendorf eingerichtet.
1971 wurde er als Oberkirchenrat in den neu gegründeten Kirchenkreis Augsburg berufen und dessen erster Regionalbischof. Während seiner Augsburger Zeit wurde er Mitglied der Fokolarbewegung und setzte sich für die Ökumene ein. Er leitete den Kirchenkreis Augsburg bis 1983.

## Publikationen
- Luthers Deuteronomiumspredigten. Ein Beitrag zum Problem der evangelischen Gesetzespredigt. In: Das Wort Gottes in Geschichte und Gegenwart. Theologische Aufsätze von Mitarbeitern an der Augustana-Hochschule Neuendettelsau. Hrsg. anlässlich des 10. Jahrestages ihres Bestehens am 10. Dezember 1957 von Wilhelm Andersen. München 1957, S. 66–80.
- Die Predigt über alttestamentliche Texte in den lutherischen Kirchen Deutschlands (= Arbeiten zur Theologie, Reihe 2, Bd. 1). Calwer Verlag, Stuttgart 1962 (Dissertation).
- Der Dienst der Theologin – eine ungelöste Frage in der evangelischen Theologie (= Arbeiten zur Theologie, Reihe 1, H. 10). Calwer Verlag, Stuttgart 1965.
- Der kirchliche Anschluss des Coburger Landes an die bayerische Landeskirche. In: Jahrbuch der Coburger Landesstiftung 1972, S. 119–140.